# Alma Lagoni
Alma Lagoni født Alma Olsson, (10. december 1873 i Kristiania, det nuværende Oslo, død 31. juli 1959) var en norsk-danske sanger og skuespiller. Hun blev gift med kollegaen Otto Lagoni.
Lagoni debuterede i 1911. Hun var udelukkende beskæftiget med Filmfabrikken Skandinavien, hvor hun spillede i 13 film.